# NHL All-Rookie Team
NHL All-Rookie Team je ideální sestava ročníku kanadsko-americké ligy ledního hokeje NHL, složená (na základě hlasování novinářů) z nováčků této ligy. Do této sestavy je voleno 6 hokejistů (1 brankář, 2 obránci a 3 útočníci). Vyhlašování těchto sestav začalo v sezóně 1982/1983.
Z českých hráčů se do výběru dostalo deset hráčů: 
- David Volek (1989)
- Jaromír Jágr (1991)
- Dominik Hašek (1992)
- Petr Sýkora (1996)
- Patrik Eliáš (1998)
- Milan Hejduk (1999)
- Martin Havlát (2001)
- Rostislav Klesla (2002)
- Ondřej Palát (2014)
- Dominik Kubalík (2020)

## Přehled sestav All-Rookie Týmů
| Ročník    | Brankář                                  | Obránce                                   | Obránce                                                   | Útočník                                             | Útočník                                   | Útočník                                 |                |                |                |                |
| 1982/1983 | Pelle Lindbergh (Philadelphia Flyers)    | Scott Stevens (Washington Capitals)       | Phil Housley (Buffalo Sabres)                             | Dan Daoust (Montreal Canadiens Toronto Maple Leafs) | Steve Larmer (Chicago Blackhawks)         | Mats Näslund (Montreal Canadiens)       |                |                |                |                |
| 1983/1984 | Tom Barrasso (Buffalo Sabres)            | Thomas Eriksson (Philadelphia Flyers)     | Jamie Macoun (Calgary Flames)                             | Steve Yzerman (Detroit Red Wings)                   | Håkan Loob (Calgary Flames)               | Sylvain Turgeon (Hartford Whalers)      |                |                |                |                |
| 1984/1985 | Steve Penney (Montreal Canadiens)        | Chris Chelios (Montreal Canadiens)        | Bruce Bell (Quebec Nordiques)                             | Mario Lemieux (Pittsburgh Penguins)                 | Tomas Sandström (New York Rangers)        | Warren Young (Pittsburgh Penguins)      |                |                |                |                |
| 1985/1986 | Patrick Roy (Montreal Canadiens)         | Gary Suter (Calgary Flames)               | Dana Murzyn (Hartford Whalers)                            | Mike Ridley (New York Rangers)                      | Kjell Dahlin (Montreal Canadiens)         | Wendel Clark (Toronto Maple Leafs)      |                |                |                |                |
| 1986/1987 | Ron Hextall (Philadelphia Flyers)        | Steve Duchesne (Los Angeles Kings)        | Brian Benning (St. Louis Blues)                           | Jimmy Carson (Los Angeles Kings)                    | Jim Sandlak (Vancouver Canucks)           | Luc Robitaille (Los Angeles Kings)      |                |                |                |                |
| 1987/1988 | Daren Pang (Chicago Blackhawks)          | Glen Wesley (Boston Bruins)               | Calle Johansson (Buffalo Sabres)                          | Joe Nieuwendyk (Calgary Flames)                     | Ray Sheppard (Buffalo Sabres)             | Iain Duncan (Winnipeg Jets (1972–1996)) |                |                |                |                |
| 1988/1989 | Peter Sidorkiewicz (Hartford Whalers)    | Brian Leetch (New York Rangers)           | Zarley Zalapski (Pittsburgh Penguins)                     | Trevor Linden (Vancouver Canucks)                   | Tony Granato (New York Rangers)           | David Volek (New York Islanders)        |                |                |                |                |
| 1989/1990 | Bob Essensa (Winnipeg Jets (1972–1996))  | Brad Shaw (Hartford Whalers)              | Geoff Smith (Edmonton Oilers)                             | Mike Modano (Minnesota North Stars)                 | Sergej Makarov (Calgary Flames)           | Rod Brind'Amour (St. Louis Blues)       |                |                |                |                |
| 1990/1991 | Ed Belfour (Chicago Blackhawks)          | Eric Weinrich (New Jersey Devils)         | Rob Blake (Los Angeles Kings)                             | Sergej Fjodorov (Detroit Red Wings)                 | Ken Hodge (Boston Bruins)                 | Jaromír Jágr (Pittsburgh Penguins)      |                |                |                |                |
| 1991/1992 | Dominik Hašek (Chicago Blackhawks)       | Nicklas Lidström (Detroit Red Wings)      | Vladimir Konstantinov (Detroit Red Wings)                 | Kevin Todd (New Jersey Devils)                      | Tony Amonte (New York Rangers)            | Gilbert Dionne (Montreal Canadiens)     |                |                |                |                |
| 1992/1993 | Felix Potvin (Toronto Maple Leafs)       | Scott Niedermayer (New Jersey Devils)     | Vladimir Malachov (New York Islanders)                    | Eric Lindros (Philadelphia Flyers)                  | Teemu Selänne (Winnipeg Jets (1972–1996)) | Joe Juneau (Boston Bruins)              |                |                |                |                |
| 1993/1994 | Martin Brodeur (New Jersey Devils)       | Chris Pronger (Hartford Whalers)          | Boris Mironov (Winnipeg Jets (1972–1996)/Edmonton Oilers) | Jason Arnott (Edmonton Oilers)                      | Mikael Renberg (Philadelphia Flyers)      | Oleg Petrov (Montreal Canadiens)        |                |                |                |                |
| 1994/1995 | Jim Carey (Washington Capitals)          | Kenny Jönsson (Toronto Maple Leafs)       | Chris Therien (Philadelphia Flyers)                       | Peter Forsberg (Quebec Nordiques)                   | Jeff Friesen (San Jose Sharks)            | Paul Kariya (Anaheim Ducks)             |                |                |                |                |
| 1995/1996 | Corey Hirsch (Vancouver Canucks)         | Ed Jovanovski (Florida Panthers)          | Kyle McLaren (Boston Bruins)                              | Daniel Alfredsson (Ottawa Senators)                 | Éric Dazé (Chicago Blackhawks)            | Petr Sýkora (New Jersey Devils)         |                |                |                |                |
| 1996/1997 | Patrick Lalime (Pittsburgh Penguins)     | Bryan Berard (New York Islanders)         | Janne Niinimaa (Philadelphia Flyers)                      | Sergej Berezin (Toronto Maple Leafs)                | Jim Campbell (St. Louis Blues)            | Jarome Iginla (Calgary Flames)          |                |                |                |                |
| 1997/1998 | Jamie Storr (Los Angeles Kings)          | Derek Morris (Calgary Flames)             | Mattias Öhlund (Vancouver Canucks)                        | Patrik Eliáš (New Jersey Devils)                    | Mike Johnson (Toronto Maple Leafs)        | Sergej Samsonov (Boston Bruins)         |                |                |                |                |
| 1998/1999 | Jamie Storr (Los Angeles Kings)          | Tom Poti (Edmonton Oilers)                | Sami Salo (Ottawa Senators)                               | Chris Drury (Colorado Avalanche)                    | Milan Hejduk (Colorado Avalanche)         | Marián Hossa (Ottawa Senators)          |                |                |                |                |
| 1999/2000 | Brian Boucher (Philadelphia Flyers)      | Brian Rafalski (New Jersey Devils)        | Brad Stuart (San Jose Sharks)                             | Simon Gagne (Philadelphia Flyers)                   | Scott Gomez (New Jersey Devils)           | Mike York (New York Rangers)            |                |                |                |                |
| 2000/2001 | Jevgenij Nabokov (San Jose Sharks)       | Ľubomír Višňovský (Los Angeles Kings)     | Colin White (New Jersey Devils)                           | Martin Havlát (Ottawa Senators)                     | Brad Richards (Tampa Bay Lightning)       | Shane Willis (Carolina Hurricanes)      |                |                |                |                |
| 2001/2002 | Dan Blackburn (New York Rangers)         | Nick Boynton (Boston Bruins)              | Rostislav Klesla (Columbus Blue Jackets)                  | Dany Heatley (Atlanta Thrashers)                    | Kristian Huselius (Florida Panthers)      | Ilja Kovalčuk (Atlanta Thrashers)       |                |                |                |                |
| 2002/2003 | Sebastien Caron (Pittsburgh Penguins)    | Jay Bouwmeester (Florida Panthers)        | Barret Jackman (St. Louis Blues)                          | Tyler Arnason (Chicago Blackhawks)                  | Rick Nash (Columbus Blue Jackets)         | Henrik Zetterberg (Detroit Red Wings)   |                |                |                |                |
| 2003/2004 | Andrew Raycroft (Boston Bruins)          | John-Michael Liles (Colorado Avalanche)   | Joni Pitkänen (Philadelphia Flyers)                       | Trent Hunter (New York Islanders)                   | Ryan Malone (Pittsburgh Penguins)         | Michael Ryder (Montreal Canadiens)      |                |                |                |                |
| 2004/2005 | Sezóna zrušena                           | Sezóna zrušena                            | Sezóna zrušena                                            | Sezóna zrušena                                      | Sezóna zrušena                            | Sezóna zrušena                          | Sezóna zrušena | Sezóna zrušena | Sezóna zrušena | Sezóna zrušena |
| 2005/2006 | Henrik Lundqvist (New York Rangers)      | Andrej Meszároš (Ottawa Senators)         | Dion Phaneuf (Calgary Flames)                             | Brad Boyes (Boston Bruins)                          | Sidney Crosby (Pittsburgh Penguins)       | Alexandr Ovečkin (Washington Capitals)  |                |                |                |                |
| 2006/2007 | Mike Smith (Dallas Stars)                | Matt Carle (San Jose Sharks)              | Marc-Edouard Vlasic (San Jose Sharks)                     | Jevgenij Malkin (Pittsburgh Penguins)               | Jordan Staal (Pittsburgh Penguins)        | Paul Stastny (Colorado Avalanche)       |                |                |                |                |
| 2007/2008 | Carey Price (Montreal Canadiens)         | Tobias Enström (Atlanta Thrashers)        | Tom Gilbert (Edmonton Oilers)                             | Nicklas Bäckström (Washington Capitals)             | Patrick Kane (Chicago Blackhawks)         | Jonathan Toews (Chicago Blackhawks)     |                |                |                |                |
| 2008/2009 | Steve Mason (Columbus Blue Jackets)      | Drew Doughty (Los Angeles Kings)          | Luke Schenn (Toronto Maple Leafs)                         | Patrik Berglund (St. Louis Blues)                   | Bobby Ryan (Anaheim Ducks)                | Kris Versteeg (Chicago Blackhawks)      |                |                |                |                |
| 2009/2010 | Jimmy Howard (Detroit Red Wings)         | Michael Del Zotto (New York Rangers)      | Tyler Myers (Buffalo Sabres)                              | Niclas Bergfors (Atlanta Thrashers)                 | Matt Duchene (Colorado Avalanche)         | John Tavares (New York Islanders)       |                |                |                |                |
| 2010/2011 | Corey Crawford (Chicago Blackhawks)      | John Carlson (Washington Capitals)        | P. K. Subban (Montreal Canadiens)                         | Logan Couture (San Jose Sharks)                     | Michael Grabner (New York Islanders)      | Jeff Skinner (Carolina Hurricanes)      |                |                |                |                |
| 2011/2012 | Jhonas Enroth (Buffalo Sabres)           | Justin Faulk (Carolina Hurricanes)        | Jake Gardiner (Toronto Maple Leafs)                       | Adam Henrique (New Jersey Devils)                   | Gabriel Landeskog (Colorado Avalanche)    | Ryan Nugent-Hopkins (Edmonton Oilers)   |                |                |                |                |
| 2012/2013 | Jake Allen (St. Louis Blues)             | Jonas Brodin (Minnesota Wild)             | Justin Schultz (Edmonton Oilers)                          | Brendan Gallagher (Montreal Canadiens)              | Jonathan Huberdeau (Florida Panthers)     | Brandon Saad (Chicago Blackhawks)       |                |                |                |                |
| 2013/2014 | Frederik Andersen (Anaheim Ducks)        | Torey Krug (Boston Bruins)                | Hampus Lindholm (Anaheim Ducks)                           | Tyler Johnson (Tampa Bay Lightning)                 | Nathan MacKinnon (Colorado Avalanche)     | Ondřej Palát (Tampa Bay Lightning)      |                |                |                |                |
| 2014/2015 | Jake Allen (St. Louis Blues)             | Aaron Ekblad (Florida Panthers)           | John Klingberg (Dallas Stars)                             | Filip Forsberg (Nashville Predators)                | Johnny Gaudreau (Calgary Flames)          | Mark Stone (Ottawa Senators)            |                |                |                |                |
| 2015/2016 | John Gibson (Anaheim Ducks)              | Shayne Gostisbehere (Philadelphia Flyers) | Colton Parayko (St. Louis Blues)                          | Artěmij Panarin (Chicago Blackhawks)                | Connor McDavid (Edmonton Oilers)          | Jack Eichel (Buffalo Sabres)            |                |                |                |                |
| 2016/2017 | Matt Murray (Pittsburgh Penguins)        | Brady Skjei (New York Rangers)            | Zach Werenski (Columbus Blue Jackets)                     | Patrik Laine (Winnipeg Jets)                        | Mitchell Marner (Toronto Maple Leafs)     | Auston Matthews (Toronto Maple Leafs)   |                |                |                |                |
| 2017/2018 | Juuse Saros (Nashville Predators)        | Will Butcher (New Jersey Devils)          | Charlie McAvoy (Boston Bruins)                            | Mathew Barzal (New York Islanders)                  | Brock Boeser (Vancouver Canucks)          | Clayton Keller (Arizona Coyotes)        |                |                |                |                |
| 2018/2019 | Jordan Binnington (St. Louis Blues)      | Rasmus Dahlin (Buffalo Sabres)            | Miro Heiskanen (Dallas Stars)                             | Anthony Cirelli (Tampa Bay Lightning)               | Elias Pettersson (Vancouver Canucks)      | Brady Tkachuk (Ottawa Senators)         |                |                |                |                |
| 2019/2020 | Elvis Merzlikins (Columbus Blue Jackets) | Cale Makar (Colorado Avalanche)           | Quinn Hughes (Vancouver Canucks)                          | Dominik Kubalík (Chicago Blackhawks)                | Victor Olofsson (Buffalo Sabres)          | Nick Suzuki (Montreal Canadiens)        |                |                |                |                |
| 2020/2021 | Alex Nedeljkovic (Carolina Hurricanes)   | K'Andre Miller (New York Rangers)         | Ty Smith (New Jersey Devils)                              | Kirill Kaprizov (Minnesota Wild)                    | Josh Norris (Ottawa Senators)             | Jason Robertson (Dallas Stars)          |                |                |                |                |
| 2021/2022 | Jeremy Swayman (Boston Bruins)           | Alexandre Carrier (Nashville Predators)   | Moritz Seider (Detroit Red Wings)                         | Lucas Raymond (Detroit Red Wings)                   | Michael Bunting (Toronto Maple Leafs)     | Trevor Zegras (Anaheim Ducks)           |                |                |                |                |
| 2022/2023 | Stuart Skinner (Edmonton Oilers)         | Owen Power (Buffalo Sabres)               | Jake Sanderson (Ottawa Senators)                          | Matty Beniers (Seattle Kraken)                      | Wyatt Johnston (Dallas Stars)             | Matias Maccelli (Arizona Coyotes)       |                |                |                |                |
| 2023/2024 | Pjotr Kočetkov (Carolina Hurricanes)     | Luke Hughes (New Jersey Devils)           | Brock Faber (Minnesota Wild)                              | Marco Rossi (Minnesota Wild)                        | Logan Cooley (Arizona Coyotes)            | Connor Bedard (Chicago Blackhawks)      |                |                |                |                |